# Флид, Рафаил Моисеевич
Рафаил Моисеевич Флид (14 марта 1915 года, с. Иваньки, Уманский район, Киевская губерния, Российская Империя — 13 июня 1974 года, Москва, СССР) — советский физикохимик, заслуженный деятель науки и техники РСФСР.

## Биография
Рафаил Моисеевич Флид родился 14 марта 1915 года в селе Иваньки Уманского района Киевской губернии в семье Моисея Марковича Флида, владельца мануфактурной лавки. Семья жила очень скромно: в годы гражданской войны местечко многократно подвергалось погромам петлюровских банд и черносотенцев.
Начальное образование получил в Умани.
В 12-летнем возрасте Р. М. Флид начал свою трудовую деятельность, работая библиотекарем в местной профсоюзной библиотеке, попутно давая частные уроки. Пользуясь служебным положением, он всё свободное время посвящал чтению.
В 1929 году, спасаясь от голода, семья перебирается в Ташкент.
14-летний юноша вновь был вынужден работать библиотекарем при клубе транспортных рабочих. В сентябре 1930 года Р. М. Флид поступил в химический техникум и уже через год в качестве поощрения за отличную учёбу и большую общественную работу он был командирован для продолжения образования в Москву в филиал Казанского техникума жировой промышленности.
27 июня 1933 года Р. М. Флид успешно окончил техникум, получив звание техника-биолога жиропромышленности. Он был награждён почётной грамотой за образцовую учёбу и общественную работу.
В конце апреля 1934 года он вернулся в Ташкент, где поступил в Среднеазиатский Государственный университет (САГУ) и за три месяца экстерном сдал экзамены за первый курс.
В САГУ в полной мере раскрылся талант Р. М. Флида. С первых же дней он был в числе лучших студентов, сочетая учёбу с активным занятием общественной работой. В 1935 году на третьем курсе учёбы он пришёл в научный кружок к профессору Усановичу, который возглавлял кафедру физической химии. Он активно привлекал Рафаила Моисеевича к самостоятельной научной работе, доверяя ему проведение теоретических и практических занятий со студентами.
После окончания четвёртого курса М. И. Усанович направил Р. М. Флида на трёхмесячную практику в Москву в лабораторию гетерогенного катализа физико-химического института им. Л. Я. Карпова, которой заведовал один из ведущих специалистов в этой области профессор Моисей Яковлевич Каган.
Рафаил Моисеевич вернулся в Ташкент и под руководством профессора М. И. Усановича и доцента Е. В. Гришкун выполнил курсовую работу в области кинетики фотохимических реакций. Блестяще защитив её летом 1938 года, он получил диплом химика-исследователя с отличием.
В сентябре 1938 года Р. М. Флид поступил в очную аспирантуру на кафедру к М. И. Усановичу, одновременно став ассистентом кафедры физической химии. Научные интересы Рафаила Моисеевича к этому времени уже склонялись в сторону катализа, и по рекомендации М. И. Усановича он был командирован в Москву и Ленинград для ознакомления с постановкой работ в области катализа в ведущих лабораториях.
Оставаясь аспирантом и преподавателем САГУ, Рафаил Моисеевич в период 1939-1941 годов многократно бывал в Москве в течение длительных периодов времени. Сочетая в своей диссертационной работе передовые идеи того времени о гетерогенном катализе, кислотности и основности, Рафаил Моисеевич выполнил значительное исследование, которое было экспериментально завершено в начале июня 1941 года.
Защите диссертации, запланированной на сентябрь 1941 года, помешала начавшаяся Великая Отечественная война.
Отказавшись от брони, Р. М. Флид уже в августе 1941 года оказался в действующей армии. На тот момент вышел Указ Верховного главнокомандующего И. В. Сталина, весьма озабоченного возможным использованием фашистской Германией химического оружия, о тотальном обучении личного состава Красной Армии средствам защиты от его применения. Учитывая военную специализацию Р. М. Флида, полученную в САГУ (командир взвода химической разведки), а также то обстоятельство, что к началу войны он уже находился в Ташкенте, Рафаил Моисеевич был направлен в Забайкалье, где служил командиром отдельной роты химической разведки, а позднее (с 1944 года) начальником отдельной химической лаборатории дивизии.
Долгое время войсковая часть находилась в резерве, но, когда СССР, в соответствии с союзническим договором, вступил в войну с Японией, Р. М. Флид принял участие в военных действиях против Квантунской армии, закончившихся её полным разгромом. Конец войны застал его в провинции Дилинь (Китай) в звании старшего лейтенанта и он демобилизовался из рядов Красной Армии в декабре 1945 года, будучи отмеченным правительственными наградами.
Во время войны Р. М. Флид не оставлял занятий наукой и в итоге смог защитить кандидатскую диссертацию «Механизм реакций обменного гидрирования»: получив в июне 1944 года двухнедельный отпуск, Рафаил Моисеевич приехал в Ташкент, где усилиями М. И. Усановича в САГУ был созван учёный совет.
30 декабря 1945 года Р. М. Флид поступил на работу в МИТХТ им. М. В. Ломоносова на должность ассистента кафедры технологии основного органического синтеза, на которой проработал 29 лет вплоть до своей кончины.
На этой кафедре Рафаил Моисеевич создал лабораторию катализа и по совету М. Я. Кагана начал всесторонне заниматься химией ацетилена. В 1947 году Рафаил Моисеевич был избран на должность доцента, активно занимаясь при этом научной, педагогической и общественной работой.
1 января 1947 года Рафаил Моисеевич познакомился с молодой выпускницей института иностранных языков Надеждой Барской, а 8 марта 1947 года состоялась их свадьба. В течение года молодая семья была вынуждена снимать комнату, а к осени 1948 года перебралась в подмосковный Красногорск, так как получить жильё в Москве не представлялось возможным. Рафаил Моисеевич купил часть дома у архитектора Е.3. Абрамсона.
Красногорский дом Р. М. Флида спустя некоторое время стал местом паломничества многих химиков-каталитиков. Рафаил Моисеевич старался высвободить один из будних дней для работы дома и тогда к нему приезжали многочисленные коллеги и ученики для обсуждения научных результатов и планирования будущих работ. Обычно такие обсуждения проходили с утра до обеда, а затем он всегда приглашал своих гостей независимо от их чина и звания на семейный обед.
В 1959 году защитил диссертацию на соискание учёной степени доктора химических наук по теме «Исследование в области каталитических превращений ацетилена».
В 1961 году Р. М. Флид был избран профессором кафедры ТООС, а в следующем году решением ВАК ему было присвоено учёное звание профессора.
Тяжёлый инфаркт, случившийся с ним в августе 1968 года, резко изменил уклад его жизни. Он продолжал работать, читать лекции, выдвигать и обсуждать новые идеи, но всё же последние шесть лет его жизни были в основном борьбой с болезнью.
Рафаил Моисеевич Флид ушел из жизни 13 июня 1974 года в возрасте 59 лет. Похоронен на Востряковском кладбище.

## Научно-педагогическое наследие
Рафаил Моисеевич — автор 250 статей, 5 авторских свидетельств СССР на изобретения, 1 монографии. Он входил в состав многочисленных групп экспертов, выезжал на промышленные предприятия, решая сложные технологические проблемы.
Научную школу Р. М. Флида характеризуют глубокий научный подход, практическое знание технологии, терпимое отношение к разным мнениям, доброжелательность. К этой же школе относятся специалисты промышленных предприятий в Саянске и Стерлитамаке, Волгограде и Усолье, Дзержинске и Новомосковске и многих других, на которых эксплуатируются и постоянно модернизируются промышленные технологические процессы хлорорганического синтеза.
Его учениками были Н. С. Простаков, М. А. Ряшенцева, Б. В. Унковский, А. В. Чирикова, Ю. Ф. Голынец, И. И. Моисеев.

## Семья
Жена — Надежда.
Сыновья:
- Марк Рафаилович Флид (род. 8 июля 1948 года) — доктор технических наук, заведующий лабораторией перспективных химических технологий ИЦМР РТУ МИРЭА, специалист в области разработки технологии промышленных процессов основного органического синтеза.[7]
- Виталий Рафаилович Флид (род. 1 июня 1955 года) — доктор химических наук, профессор, директор ИТХТ в составе МИРЭА.[8][9]

## Награды
- Заслуженный деятель науки и техники РСФСР
- Лауреат премии имени А. М. Бутлерова
- Заслуженный химик РСФСР
- Медаль «За победу над Германией в Великой Отечественной войне 1941—1945 гг.»

Имел многочисленные благодарности Министра химической промышленности и Всесоюзного химического общества им. Д. И. Менделеева.

## Избранная библиография
- Каталитические превращения ацетиленовых соединений в растворах комплексов металлов / [Темкин, Олег Наумович; Флид, Рафаил Моисеевич]. АН СССР. Ордена Ленина ин-т элементоорган. соединений. М-во высш. и сред. спец. образования РСФСР. Моск. ин-т тонкой хим. технологии им. М. В. Ломоносова. — Москва: Наука, 1968. — 213 с.
- Радиально-цепные процессы в промышленном органическом синтезе. Метод. разраб. по курсу «Теория реакц. процессов основного орган. и нефтехим. синтеза» / Под ред. проф. Темкина О. Н. и Шестакова Г. К. — Москва : Б. и., 1978. — 101 с.